# 语言均一化
语言均一化（英语：dialect leveling；西班牙语：nivelación lingüística），指某地区某语系的各种方言间变得相似或均一的过程，通常由某种方言被明显的淘汰而促成，从而使该地区各语言间更容易理解并更整齐划一。

## 基本概念
从一方面看，在这过程中，可能导致理解上问题的不同语言表达形式得到简化，其变体也减少。这变化是渐进的，在其彻底完成之前，社会环境各变体共存。
从另一方面看，均一化同时还指具体单词的语法形态变化，旨在使各种形态趋于规则。

## 具体案例
1561年确认马德里为西班牙首都后，全国各地的移民涌入（主要来自北部），并且均有其方言。马德里人和来自南部的移民在清齿擦音和浊齿擦音间产生分歧，而来自北部（巴斯克以及加利西亚地区）的移民已弃用浊咝音。这两种发音使语言變得均一。从音韵学角度出发，这两种发音难以分辨而且只有少部分人使用，过程完成后，三个浊咝音弃用。
|          | 清音      | 浊音     |
| 硬齶擦音 | [ʃ]caxa   | [ʒ]muger |
| 齿龈擦音 | [s]passo  | [z]casa  |
| 齿擦音   | [ θ ]caça | [ð]dezir |